# Meng'a Zhen
Meng'a Zhen (kinesiska: 勐阿, 勐阿镇) är en köping i Kina. Den ligger i provinsen Yunnan, i den sydvästra delen av landet, omkring 400 kilometer sydväst om provinshuvudstaden Kunming. Antalet invånare är 23 531. Befolkningen består av 11 319 kvinnor och 12 212 män. Barn under 15 år utgör 18,0 %, vuxna 15-64 år 74 %, och äldre över 65 år 6,0 %.
Genomsnittlig årsnederbörd är 1 530 millimeter. Den regnigaste månaden är juli, med i genomsnitt 393 mm nederbörd, och den torraste är februari, med 5 mm nederbörd.